# Émile Fontaine
Pour les articles homonymes, voir Fontaine et Émile Fontaine (homonymie).
Émile Fontaine, né en 1859 et mort à Amboise en 1946, est un alpiniste et photographe français, qui réalisa de nombreuses premières ascensions dans le massif du Mont-Blanc (notamment aux aiguilles de Chamonix), en particulier avec le guide Joseph Ravanel « le Rouge ».

## Biographie
Grand explorateur de sommets vierges, Émile Fontaine est aussi un « chasseur d'images » à une époque où les prises de vues nécessitent de transporter 15 kg de matériel et ses photographies constituent un témoignage intéressant sur l'alpinisme du début du XXe siècle. Il est aussi l'un des premiers skieurs français et utilise dès 1907 deux bâtons de taille normale, en opposition avec l'usage courant d'un seul bâton de grande taille.
Bien que, selon Yves Ballu, il fut avant la Première Guerre mondiale « l'un des rares alpinistes français, avec Henri Dunod, à disputer aux Anglais une suprématie que personne ne semblait capable de remettre en cause », Émile Fontaine est l'un des rares alpinistes de son époque à ne pas avoir laissé son nom à un sommet.

## Ascensions marquantes
- 1897 - Émile Fontaine descend à 55 mètres de profondeur dans un moulin de la Mer de Glace, record qui tiendra un siècle[2]
- 1898 -  Première dans le versant sud-ouest de la dent du Requin, avec J. et A. Simond, le 25 juillet[3]
- 1898 - Voie Fontaine au versant ouest de l'Aiguille du Plan avec J. et J. Simond, le 16 août[3]
- 1900 - Seconde ascension par la face nord de la Dent du Géant avec les guides Joseph Ravanel « Le Rouge » et Joseph Simond, qui fut tué par la foudre à la descente, le 27 juillet[4].
- 1901 - Première au versant sud-ouest de l'Aiguille de Blaitière avec Joseph Ravanel, le 26 juin[3]
- 1901 - Première de l'aiguille du Fou avec Joseph Ravanel, le 16 juillet[3]
- 1901 - Première traversée des Drus sans aide extérieure, avec Joseph et Jean Ravanel, le 23 août[5]
- 1902 - Première de l'aiguille de l'Amône avec Joseph Ravanel, le 28 juin[6]
- 1902 - Voie Fontaine à l'arête nord-est de l'aiguille des Petits Charmoz avec Joseph et Jean Ravanel, le 30 juillet[3]
- 1902 - Première de l'aiguille Ravanel avec Joseph Ravanel et Léon Tournier, le 22 août[3]
- 1903 - Première de l'aiguille Mummery avec Joseph Ravanel et Léon Tournier, le 16 juillet[3]
- 1904 - Première de la dent du Crocodile avec Joseph Ravanel et E. Charlet, le 31 mai[3]
- 1904 - Première de l'aiguille du Jardin avec Joseph Ravanel et Léon Tournier, le 1er août[7]
- 1904 - Première de la pointe de Pré de Bar avec Joseph et Jean Ravanel, le 17 juin[3]
- 1905 - Première de la dent du Caïman avec Jean Ravanel et Léon Tournier, le 20 juillet[3]
- 1905 - Première traversée des Droites d'est en ouest avec Joseph Ravanel et Léon Tournier, le 15 août[3]

## Articles et ouvrages
- « Le Caïman, le Crocodile », in Écho des Alpes, 1910
- « Aiguille du Géant ou Dent du Géant », in Revue Alpine, janvier-février 1911
- L'Aiguille du Dru et sa niche, A. Geneste, 1913
- « La Traversée des Grands Charmoz de l'Ouest à l'Est », in Les Alpes (revue du Club alpin suisse), octobre 1925
- La Fin d'une pierre. Groupe Triolet-Isabella. Chaîne du Mont-Blanc, impr. René et Paul Deslis, 1926
- Des Risques de la Montagne, 1927
- Alpinisme et volcanisme, l'éruption du Vésuve en 1906, R. & P. Deslis, 1928
- Notes sur l'alpinisme. Massif du Mont Blanc (suite à la publication de 1930), René et Paul Deslis, 1932